# シュパーブ (原子力潜水艦)
| 画像をアップロード | |
| 艦歴               | |
| 発注               | 1970年5月20日                                                                                            |
| 起工               | 1972年3月16日                                                                                            |
| 進水               | 1974年11月30日                                                                                           |
| 就役               | 1976年11月13日                                                                                           |
| 退役               | 2008年9月26日                                                                                            |
| その後             | デヴォンポート海軍基地にて保管中                                                                         |
| 除籍               | |
| 性能諸元           | |
| 排水量             | 水上 4,200トン 水中 4,900トン                                                                            |
| 全長               | 82.9m |
| 全幅               | 9.8m |
| 吃水               | 8.5m |
| 機関               | ロールス・ロイスPWR1型加圧水型原子炉 1基 蒸気タービン 2基 1軸推進                                        |
| 最大速             | 水中 30ノット 水上 20ノット                                                                              |
| 潜行深度           | 600メートル                                                                                              |
| 乗員               | 116名(退役時)                                                                                            |
| 兵装               | 21インチ魚雷発射管5門 スピアフィッシュ ハープーン UGM-84B トマホーク block III                           |
| 探索装置           | 2001型ソナー (探信/受聴) 2007型ソナー (受聴) 197型ソナー (音響要撃受信機) 1006型レーダー 攻撃/索敵潜望鏡 |
| モットー           | with strength and courage                                                                                |

シュパーブ(HMS Superb, S109)は、イギリス海軍の原子力潜水艦。スウィフトシュア級原子力潜水艦の3番艦。この名を受け継いだ艦としては11代目にあたる。

## 艦歴
「シュパーブ」は、ヴィッカーズ・シップビルディング・アンド・エンジニアリングバロー・イン・ファーネスで1972年3月16日に起工され、1974年11月30日進水、1976年11月13日に就役した。
就役後、シュパーブは世界各地での作戦活動に参加した。シュパーブは北極海の極氷を訪れた最初のイギリス海軍潜水艦であった。
1982年のフォークランド紛争の間、シュパーブはジブラルタルから不定期に出撃した。その事実はシュパーブが封鎖海域を強化するため南大西洋に航海していたという報道各紙の推測を促すものとなった。実際はスパルタンのみが当時南へ出航していた。しかしながら、イギリス海軍はアルゼンチン軍に圧力をかけるためこの推測を否定することはなかった。
2001年の対テロ戦争支援のため、シュパーブはインド洋で活動した。
シュパーブは発電機の試験を行い、2006年中頃に復帰した。
2006年7月2日にシュパーブは乗組員の休息のためジブラルタルに到着した。停泊が予想以上に短期間だったため、スペイン側からの抗議が行われた。
2008年5月26日、スエズ南方80マイル（130 km）の紅海北部において、海丘に衝突する事故を起こし、ソナー装置を破損した。112名の乗組員は無事で水密も維持されていたが、浮上航行を余儀なくされた。損傷の結果、予定よりもやや早くに退役した。

## 紋章
シュパーブの公式紋章は錨とライオンが描かれる。これはナポレオン戦争で同名の艦を指揮したリチャード・キーツ卿の家紋であった。シュパーブは海軍全体にわたって「Super B」として知られ、非公式の紋章にはスーパーヒーロー、バンブルビーが描かれる。